# نيكولاس بابادوبولوس (سياسي)
نيكولاس بابادوبولوس هو محامي وسياسي قبرصي، ولد في 22 أبريل 1973 في Nicosia Municipality ‏ في قبرص. نشط حزبياً في الحزب الديمقراطي.

## مناصب
- انتخب President of Democratic Party ‏ (1 ديسمبر 2013 – ).
- في الانتخابات التشريعية القبرصية 2016 [الإنجليزية]‏، انتخب عضو مجلس نواب قبرص ‏ عن دائرة Nicosia constituency  [لغات أخرى]‏ وقد انضم خلال فترته النيابية  [لغات أخرى]‏ (2 يونيو 2016 – ) للكتلة البرلمانية الحزب الديمقراطي.
- في الانتخابات التشريعية القبرصية 2011 [الإنجليزية]‏، انتخب عضو مجلس نواب قبرص ‏ عن دائرة Nicosia constituency  [لغات أخرى]‏ وقد انضم خلال فترته النيابية  [لغات أخرى]‏ (2 يونيو 2011 – 1 يونيو 2016) للكتلة البرلمانية الحزب الديمقراطي.
- في 2006 Cypriot legislative election [الإنجليزية]‏، انتخب عضو مجلس نواب قبرص ‏ عن دائرة Nicosia constituency  [لغات أخرى]‏ وقد انضم خلال فترته النيابية  [لغات أخرى]‏ (1 يونيو 2006 – 1 يونيو 2011) للكتلة البرلمانية الحزب الديمقراطي.

## وصلات خارجية
- الموقع الرسمي